# Hrušica, Novo mesto
Hrušica este o localitate din comuna Novo mesto, Slovenia, cu o populație de 148 de locuitori.